# 細身盜目魚
細身盜目魚（学名：Lestidiops gracilis）為輻鰭魚綱仙女魚目帆蜥魚亞目魣蜥魚科的一種，分布於西南太平洋紐西蘭海域，為深海魚類，體長可達2.8公分，棲息在中層水域，生活習性不明。